# Krucza Dolina
Krucza Dolina – dolina w Górach Kruczych, w Sudetach Środkowych, w woj. dolnośląskim.
Krucza Dolina położona jest ok. 1,5 km na południe od centrum Lubawki.
Jest to płaskodenna dolina potoku Raby pomiędzy stromymi ścianami wzniesień Kruczej Skały (681 m n.p.m.) i Sępiej Góry (740 m n.p.m.). W górnej części, na południowym wschodzie, wciska się w Góry Krucze. Ku północnemu zachodowi kotlina wychodzi na panoramę Lubawki i Karkonoszy. Atrakcyjne położenie doliny, wzdłuż rezerwatu Kruczy Kamień ze skalnym urwiskiem o wysokości 150 m względem dna doliny, stanowi ulubione miejsce spacerowe mieszkańców Lubawki i ich gości. Płaskie dno doliny porośnięte jest barwną trawą, ciepłolubną roślinnością i pojedynczymi drzewami. Od Kruczej Doliny w kierunku południowo-zachodnim odchodzi Dolina Miłości.

## Turystyka
Dnem doliny prowadzi szlak turystyczny:
- – niebieski szlak turystyczny do Chełmska i znakowana ścieżka dydaktyczna.